# Каванака Каорі
Каванака Каорі  (яп. 川中 香緒里, 3 серпня 1991) — японська лучниця, олімпійська медалістка.

## Виступи на Олімпіадах
| Олімпіада   | Дисципліна | Місце |
| ----------- | ---------- | ----- |
| Лондон 2012 | особисті   | 33    |
| Лондон 2012 | командні   | 3     |
| Ріо 2016    | особисті   | 17    |
| Ріо 2016    | командні   | 8     |